# Sulpicja Młodsza
Sulpicja (II) Młodsza (I wiek n.e.) – rzymska poetka z czasów panowania cesarza Domicjana, znana głównie dzięki utworom Marcjalisa, wspomniana również w twórczości Auzoniusza, Sydoniusza Apolinarego i Fabiusza Fulgencjusza. 
Niewiele wiadomo o jej życiu. Jej mężem był Calenus, prawdopodobnie będący mecenasem Marcjalisa. Z jego tekstów (Epigramaty X 35; X 38) pochodzi większość informacji na temat poetki, w tym dotycząca jej małżeństwa trwającego co najmniej 15 lat.
Jako autorka poezji erotycznej lub satyrycznej zaliczana do nielicznych Rzymianek, których twórczość mogła ocaleć, m.in. przypisywany jej 70-wersowy utwór poetycki (tzw. Sulpiciae conquestio) napisany heksametrem (obecnie uważany za naśladownictwo z IV-V wieku).